# Maisoncelle-Saint-Pierre
Maisoncelle-Saint-Pierre est une commune française située dans le département de l'Oise en région Hauts-de-France.

## Géographie

### Localisation

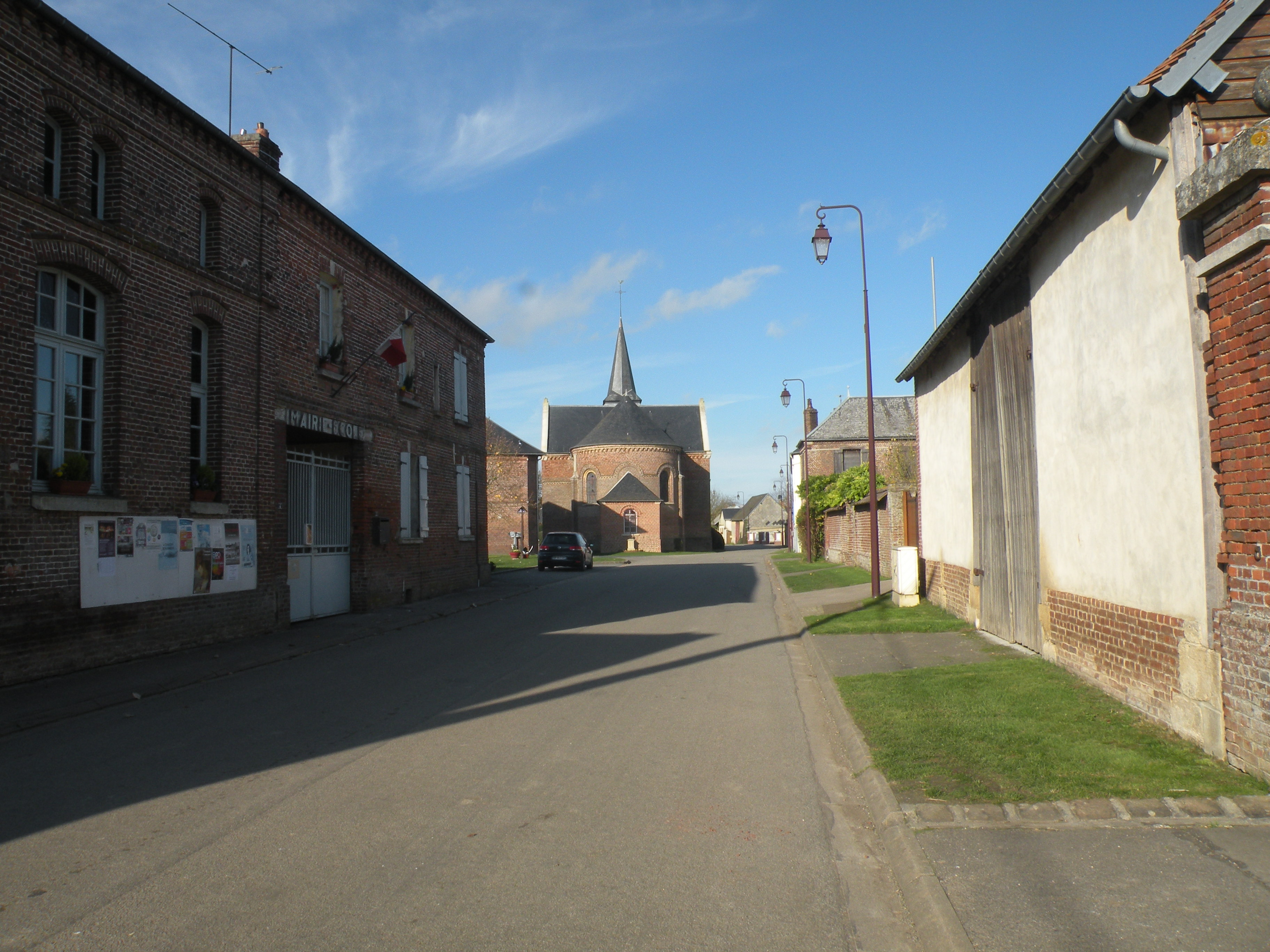
La rue principale avec l'ancienne église (aujourd'hui détruite) et l'église.

Maisoncelle-Saint-Pierre est un village picard du Beauvaisis, situé à vol d'oiseau à 10 km au nord-est de Beauvais, 30 km à l'est de Gournay-en-Bray et 74 km de Rouen, 12 km au sud-est de Crèvecœur-le-Grand, 44 km au sud-ouest d'Amiens et 22 km à l'ouest de Saint-Just-en-Chaussée.
La commune se trouve dans l'aire d'attraction de Beauvais, ainsi que dans sa zone d'emploi et dans son bassin de vie

### Communes limitrophes
Les communes limitrophes sont  Fontaine-Saint-Lucien, Guignecourt, Juvignies, Muidorge et Verderel-lès-Sauqueuse.
|                        | Muidorge                 |                       |
| Juvignies              | Maisoncelle-Saint-Pierre | Fontaine-Saint-Lucien |
| Verderel-lès-Sauqueuse | Guignecourt              |                       |

### Géologie et relief
La superficie de la commune est de 4,16 km2 ; son altitude varie de 120  à   158 mètres.

### Hydrographie

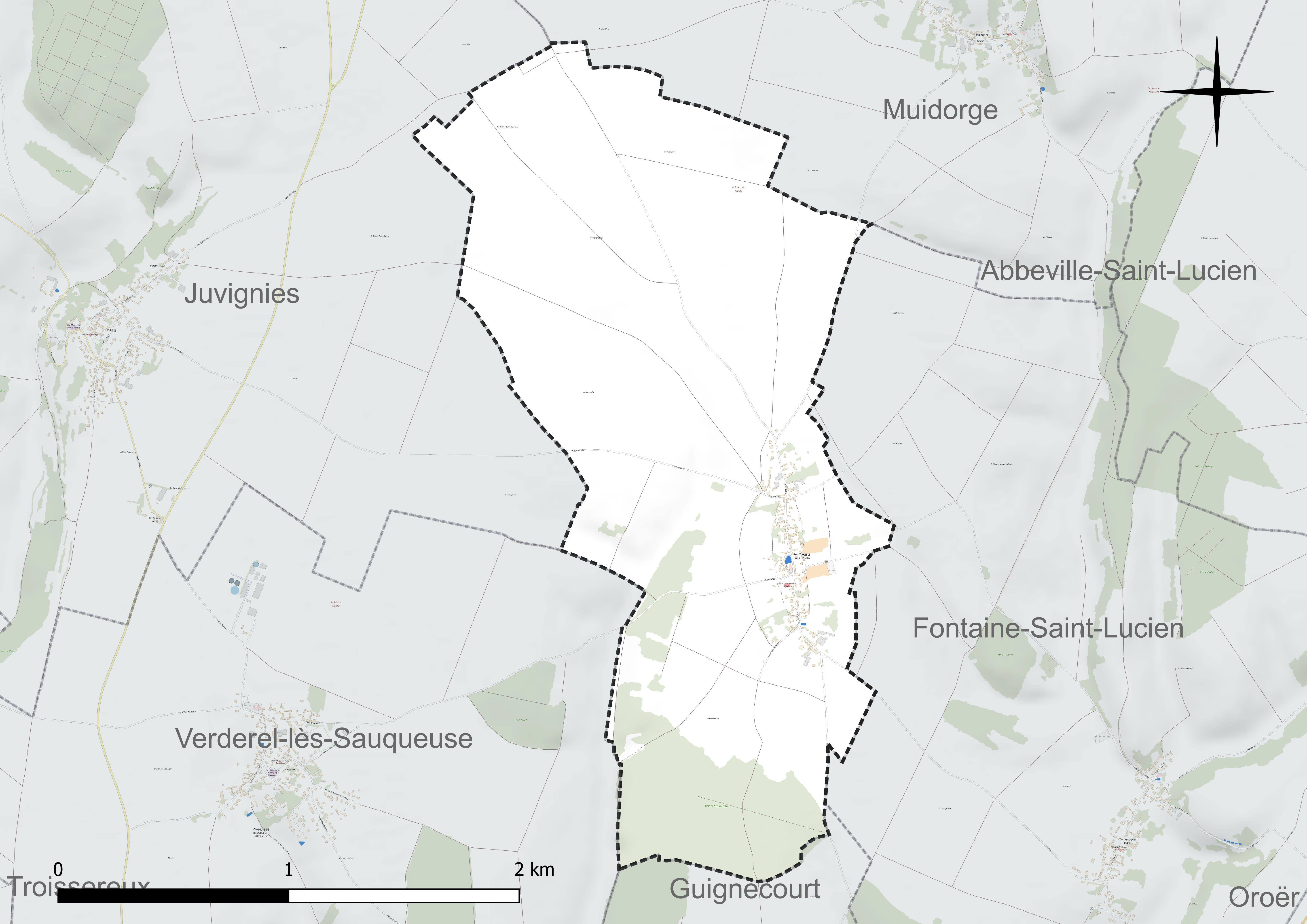
Réseau hydrographique de Maisoncelle-Saint-Pierre.

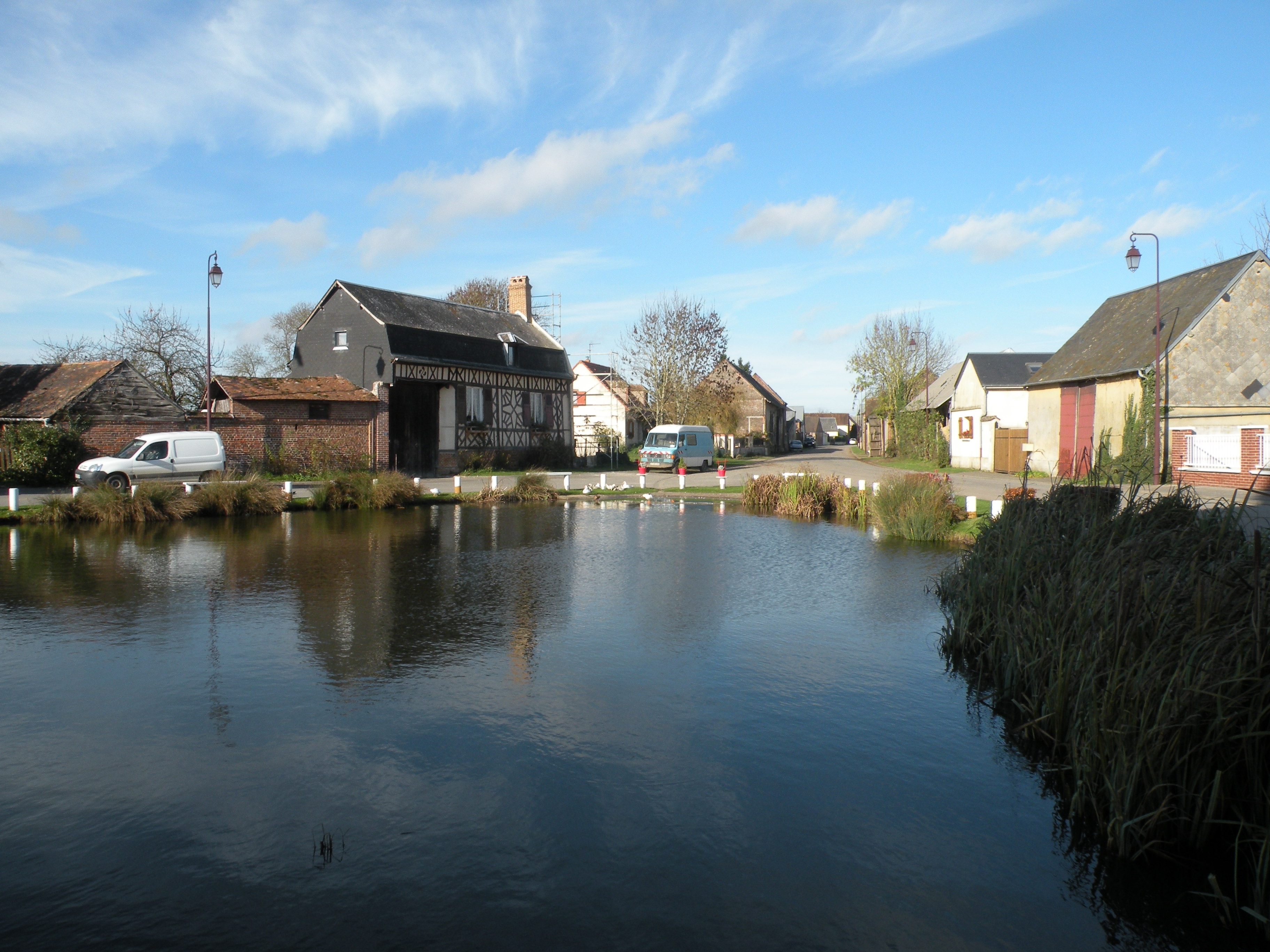
La mare.

La commune est située dans le bassin Seine-Normandie.
Elle n'est drainée par aucun cours d'eau,.

### Climat
Pour des articles plus généraux, voir Climat des Hauts-de-France et Climat de l'Oise.
En 2010, le climat de la commune est de type climat océanique dégradé des plaines du Centre et du Nord, selon une étude du CNRS s'appuyant sur une série de données couvrant la période 1971-2000. En 2020, Météo-France publie une typologie des climats de la France métropolitaine dans laquelle la commune est exposée à un climat océanique et est dans la région climatique Nord-est du bassin Parisien, caractérisée par un ensoleillement médiocre, une pluviométrie moyenne régulièrement répartie au cours de l'année et un hiver froid (3 °C).
Pour la période 1971-2000, la température annuelle moyenne est de 10,3 °C, avec une amplitude thermique annuelle de 14,4 °C. Le cumul annuel moyen de précipitations est de 730 mm, avec 11,4 jours de précipitations en janvier et 8,3 jours en juillet. Pour la période 1991-2020, la température moyenne annuelle observée sur la station météorologique la plus proche, située sur la commune de Tillé à 5 km à vol d'oiseau, est de 11,0 °C et le cumul annuel moyen de précipitations est de 655,5 mm,. Pour l'avenir, les paramètres climatiques de la commune estimés pour 2050 selon différents scénarios d'émission de gaz à effet de serre sont consultables sur un site dédié publié par Météo-France en novembre 2022.
| Mois                                  | jan.             | fév.             | mars           | avril           | mai             | juin           | jui.           | août           | sep.            | oct.          | nov.             | déc.             | année      |
| ------------------------------------- | ---------------- | ---------------- | -------------- | --------------- | --------------- | -------------- | -------------- | -------------- | --------------- | ------------- | ---------------- | ---------------- | ---------- |
| Température minimale moyenne (°C)     | 1,4              | 1,2              | 3              | 4,4             | 7,9             | 11             | 12,8           | 12,9           | 10,1            | 7,6           | 4,3              | 1,8              | 6,5        |
| Température moyenne (°C)              | 4,1              | 4,5              | 7,3            | 9,8             | 13,2            | 16,4           | 18,6           | 18,6           | 15,4            | 11,7          | 7,4              | 4,5              | 11         |
| Température maximale moyenne (°C)     | 6,7              | 7,8              | 11,6           | 15,2            | 18,6            | 21,8           | 24,4           | 24,4           | 20,6            | 15,7          | 10,4             | 7,1              | 15,4       |
| Record de froid (°C) date du record   | −19,7 28.01.1954 | −16,8 14.02.1956 | −12,1 13.03.13 | −6,9 06.04.21   | −2,4 03.05.21   | 1,2 05.06.1991 | 3,6 08.07.1954 | 3,9 28.08.1974 | −0,5 20.09.1952 | −5 28.10.03   | −10,9 25.11.1956 | −15,7 21.12.1946 | −19,7 1954 |
| Record de chaleur (°C) date du record | 15,6 27.01.03    | 20,4 24.02.1990  | 24,8 31.03.21  | 28,4 18.04.1949 | 31,2 25.05.1953 | 36,9 27.06.11  | 41,6 25.07.19  | 39 06.08.03    | 34,8 15.09.20   | 28,2 01.10.11 | 20,2 01.11.14    | 17 07.12.00      | 41,6 2019  |
| Ensoleillement (h)                    | 595              | 785              | 1 272          | 1 788           | 2 033           | 2 089          | 2 198          | 2 081          | 1 638           | 1 122         | 676              | 546              | 16 822     |
| Précipitations (mm)                   | 53,8             | 44,9             | 45,8           | 44,5            | 60,6            | 53             | 54             | 57,8           | 48,5            | 58,1          | 58,4             | 76,1             | 655,5      |

## Urbanisme

### Typologie
Au 1er janvier 2024, Maisoncelle-Saint-Pierre est catégorisée commune rurale à habitat dispersé, selon la nouvelle grille communale de densité à sept niveaux définie par l'Insee en 2022.
Elle est située hors unité urbaine. Par ailleurs la commune fait partie de l'aire d'attraction de Beauvais, dont elle est une commune de la couronne,. Cette aire, qui regroupe 162 communes, est catégorisée dans les aires de 50 000 à moins de 200 000 habitants,.

### Occupation des sols

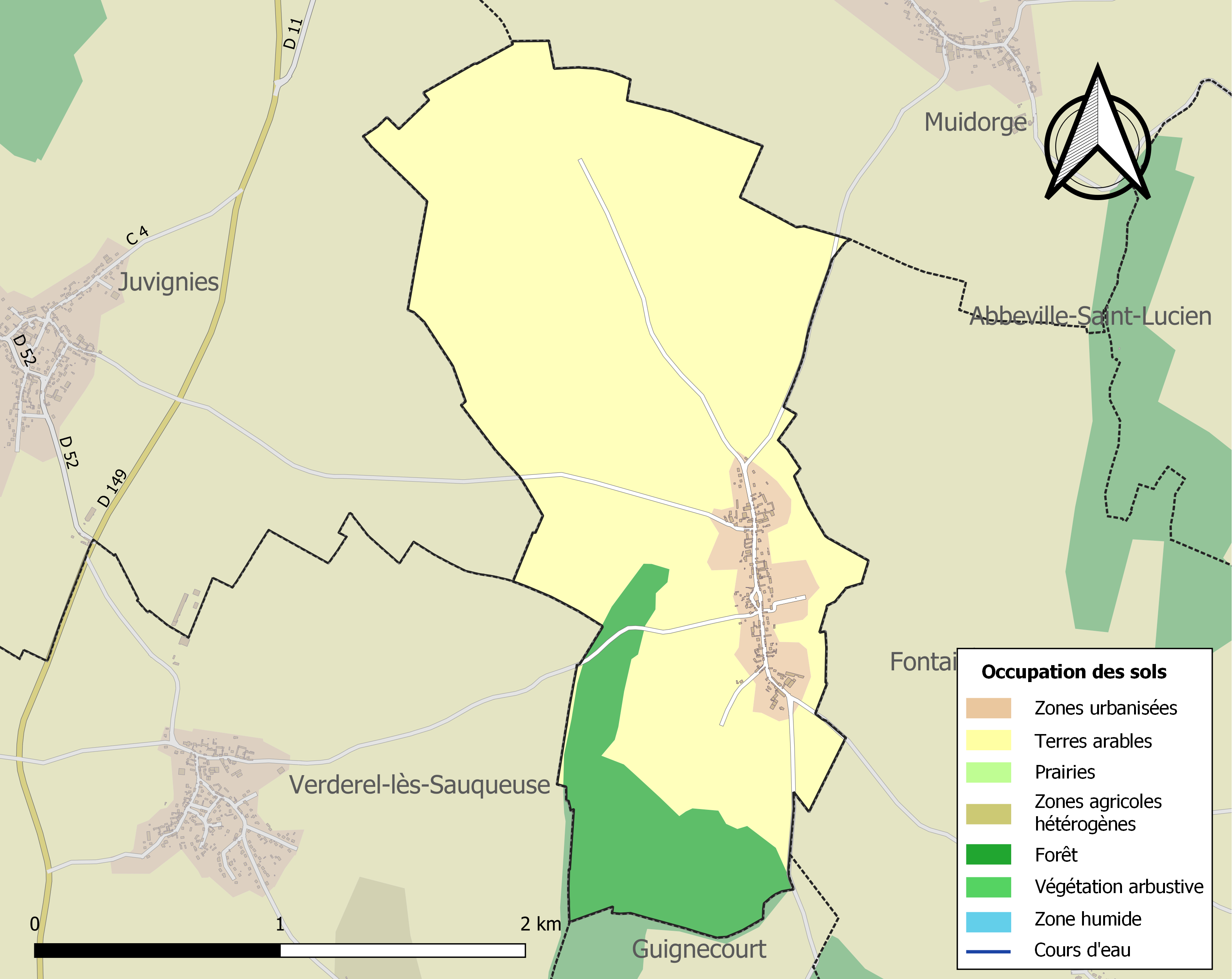
Carte des infrastructures et de l'occupation des sols de la commune en 2018 (CLC).

L'occupation des sols de la commune, telle qu'elle ressort de la base de données européenne d'occupation biophysique des sols Corine Land Cover (CLC), est marquée par l'importance des territoires agricoles (80 % en 2018), une proportion identique à celle de 1990 (80 %).
La répartition détaillée en 2018 est la suivante : 
terres arables (80 %), forêts (14 %), zones urbanisées (6 %).
L'évolution de l'occupation des sols de la commune et de ses infrastructures peut être observée sur les différentes représentations cartographiques du territoire : la carte de Cassini (XVIIIe siècle), la carte d'état-major (1820-1866) et les cartes ou photos aériennes de l'IGN pour la période actuelle (1950 à aujourd'hui).

### Morphologie urbaine
Louis Graves indiquait en 1830 que « le chef-lieu de cette commune est formé d'une longue et large rue, dont les maisons construites en bois et couvertes en chaume, sont environnées d'arbres et de haies. Il n'y a pas d'eau courante dans cette commune ; une seule mare placée près de l'église suffit auc besoins de la population ».

### Habitat et logement
En 2021, le nombre total de logements dans la commune était de 75, alors qu'il était de 69 en 2016 et de 66 en 2011.
Parmi ces logements, 91,4 % étaient des résidences principales, 1,4 % des résidences secondaires et 7,2 % des logements vacants. Ces logements étaient pour 92,8 % d'entre eux des maisons individuelles et pour 5,8 % des appartements.
Le tableau ci-dessous présente la typologie des logements à Maisoncelle-Saint-Pierre en 2021 en comparaison avec celle de l'Oise et de la France entière. Une caractéristique marquante du parc de logements est ainsi la faible proportion des résidences secondaires et logements occasionnels (1,4 %) par rapport au département (2,4 %) et à la France entière (9,7 %).
| Typologie                                               | Maisoncelle-Saint-Pierre | Oise | France entière |
| ------------------------------------------------------- | ------------------------ | ---- | -------------- |
| Résidences principales (en %)                           | 91,4                     | 90,5 | 82,2           |
| Résidences secondaires et logements occasionnels (en %) | 1,4                      | 2,4  | 9,7            |
| Logements vacants (en %)                                | 7,2                      | 7    | 8,1            |

### Voies de communication et transports
La commune, isolée des grands axes de communication, est néanmoins aisément accessible depuis l'ancienne route nationale 1 (actuelle RD 1001) et depuis la RD 149.
La commune est desservie, en 2023, par des lignes scolaires et le service de transport à la demande Corolis à la demande - Zone Centre du réseau Corolis ainsi que par les lignes 615, 616 et 6114 du réseau interurbain de l'Oise.

## Toponymie
Le nom de la localité est attesté sous les formes Maisoncelles (1186) ; Maisoncelle (1290) ; Mesoncheles (1291) ; Maisonsele (1295) ; Domus kellii (XIIIe) ; Domuncula (XIIIe) ; Mesonchelles (XIIIe) ; Messuncheles (XIVe) ; Maisoncelles sainct Pierre (1454) ; Maisoncelle Saint Lucien (XVIIIe) ; Maisoncelle Pierre (1794) ; Maisoncelle-Saint-Pierre (1840).
De l'oïl maisoncele, « petite maison , cellule d'ermite ».
Le déterminant, l'hagiotoponyme Saint-Pierre, rappelle qu'après avoir appartenu à l'abbaye de Saint-Lucien, Maisoncelle était devenue un vicariat dépendant de la paroisse de Guignecourt dont le collateur était le chapitre de Saint-Pierre de Beauvais.

## Histoire

### Époque contemporaine
En 1830, la commune venait de se doter d'une école. On y trouvait alors deux moulins à vent. De nombreux habitants travaillaient comme menuisiers à Beauvais.

## Politique et administration

### Rattachements administratifs et électoraux

#### Rattachements administratifs
La commune se trouve dans l'arrondissement de Beauvais du département de l'Oise.
Elle faisait partie depuis 1802 du canton de Nivillers. Dans le cadre du redécoupage cantonal de 2014 en France, cette circonscription administrative territoriale a disparu, et le canton n'est plus qu'une circonscription électorale.

#### Rattachements électoraux
Pour les élections départementales, la commune fait partie depuis 2014 du canton de Mouy.
Pour l'élection des députés, elle fait partie de la première circonscription de l'Oise.

### Intercommunalité
Penvénan est membre de la communauté d'agglomération du Beauvaisis, un établissement public de coopération intercommunale (EPCI) à fiscalité propre créé initialement en 2004 et auquel la commune  a transféré un certain nombre de ses compétences, dans les conditions déterminées par le code général des collectivités territoriales.

### Liste des maires
| Période                                  | Période                        | Identité            | Étiquette | Qualité                                         |
| ---------------------------------------- | ------------------------------ | ------------------- | --------- | ----------------------------------------------- |
| Les données manquantes sont à compléter. |                                |                     |           |                                                 |
|                                          |                                |                     |           |                                                 |
| avant 1995                               |                                | Noël Verschaeve     |           |                                                 |
|                                          |                                |                     |           |                                                 |
| mars 2001                                | 2014                           | Jean-Marie Fauqueux |           |                                                 |
| 2014                                     | En cours (au 30 novembre 2023) | Noël Verschaeve     |           | Ouvrier retraité Réélu pour le mandat 2020-2026 |

## Équipements et services publics
La commune a décidé en 2018 de se doter d'une nouvelle mairie construite en 1880  comprenant une salle communale, qui a été livrée en 2019, l'ancienne mairie-école menaçant, selon le maire, de s'effondrer,

## Population et société

### Démographie

#### Évolution démographique
L'évolution du nombre d'habitants est connue à travers les recensements de la population effectués dans la commune depuis 1793. Pour les communes de moins de 10 000 habitants, une enquête de recensement portant sur toute la population est réalisée tous les cinq ans, les populations de référence des années intermédiaires étant quant à elles estimées par interpolation ou extrapolation. Pour la commune, le premier recensement exhaustif entrant dans le cadre du nouveau dispositif a été réalisé en 2008.

En 2022, la commune comptait 178 habitants, en évolution de +12,66 % par rapport à 2016 (Oise : +0,87 %, France hors Mayotte : +2,11 %).
| 1793 | 1800 | 1806 | 1821 | 1831 | 1836 | 1841 | 1846 | 1851 |
| ---- | ---- | ---- | ---- | ---- | ---- | ---- | ---- | ---- |
| 297  | 282  | 320  | 302  | 291  | 281  | 270  | 272  | 278  |

| 1856 | 1861 | 1866 | 1872 | 1876 | 1881 | 1886 | 1891 | 1896 |
| ---- | ---- | ---- | ---- | ---- | ---- | ---- | ---- | ---- |
| 259  | 237  | 220  | 209  | 218  | 209  | 198  | 198  | 177  |

| 1901 | 1906 | 1911 | 1921 | 1926 | 1931 | 1936 | 1946 | 1954 |
| ---- | ---- | ---- | ---- | ---- | ---- | ---- | ---- | ---- |
| 163  | 158  | 182  | 152  | 130  | 141  | 125  | 126  | 123  |

| 1962 | 1968 | 1975 | 1982 | 1990 | 1999 | 2006 | 2008 | 2013 |
| ---- | ---- | ---- | ---- | ---- | ---- | ---- | ---- | ---- |
| 134  | 125  | 122  | 141  | 143  | 141  | 154  | 158  | 156  |

| 2018 | 2022 | - | - | - | - | - | - | - |
| ---- | ---- | - | - | - | - | - | - | - |
| 164  | 178  | - | - | - | - | - | - | - |

#### Pyramide des âges
La population de la commune est relativement jeune.
En 2018, le taux de personnes d'un âge inférieur à 30 ans s'élève à 37,8 %, soit au-dessus de la moyenne départementale (37,3 %). À l'inverse, le taux de personnes d'âge supérieur à 60 ans est de 23,8 % la même année, alors qu'il est de 22,8 % au niveau départemental.
En 2018, la commune comptait 87 hommes pour 77 femmes, soit un taux de 53,05 % d'hommes, largement supérieur au taux départemental (48,89 %).
Les pyramides des âges de la commune et du département s'établissent comme suit.
| Hommes | Classe d’âge | Femmes |
| ------ | ------------ | ------ |
| 0,0    | 90 ou +      | 0,0    |
| 3,4    | 75-89 ans    | 11,7   |
| 14,9   | 60-74 ans    | 18,2   |
| 24,1   | 45-59 ans    | 18,2   |
| 17,2   | 30-44 ans    | 16,9   |
| 18,4   | 15-29 ans    | 22,1   |
| 21,8   | 0-14 ans     | 13,0   |

| Hommes | Classe d’âge | Femmes |
| ------ | ------------ | ------ |
| 0,5    | 90 ou +      | 1,4    |
| 5,5    | 75-89 ans    | 7,6    |
| 15,6   | 60-74 ans    | 16,3   |
| 20,8   | 45-59 ans    | 20     |
| 19,4   | 30-44 ans    | 19,4   |
| 17,6   | 15-29 ans    | 16,2   |
| 20,6   | 0-14 ans     | 19,1   |

## Culture locale et patrimoine

### Lieux et monuments
- L'église Saint-Prix, construite au XIXe siècle.

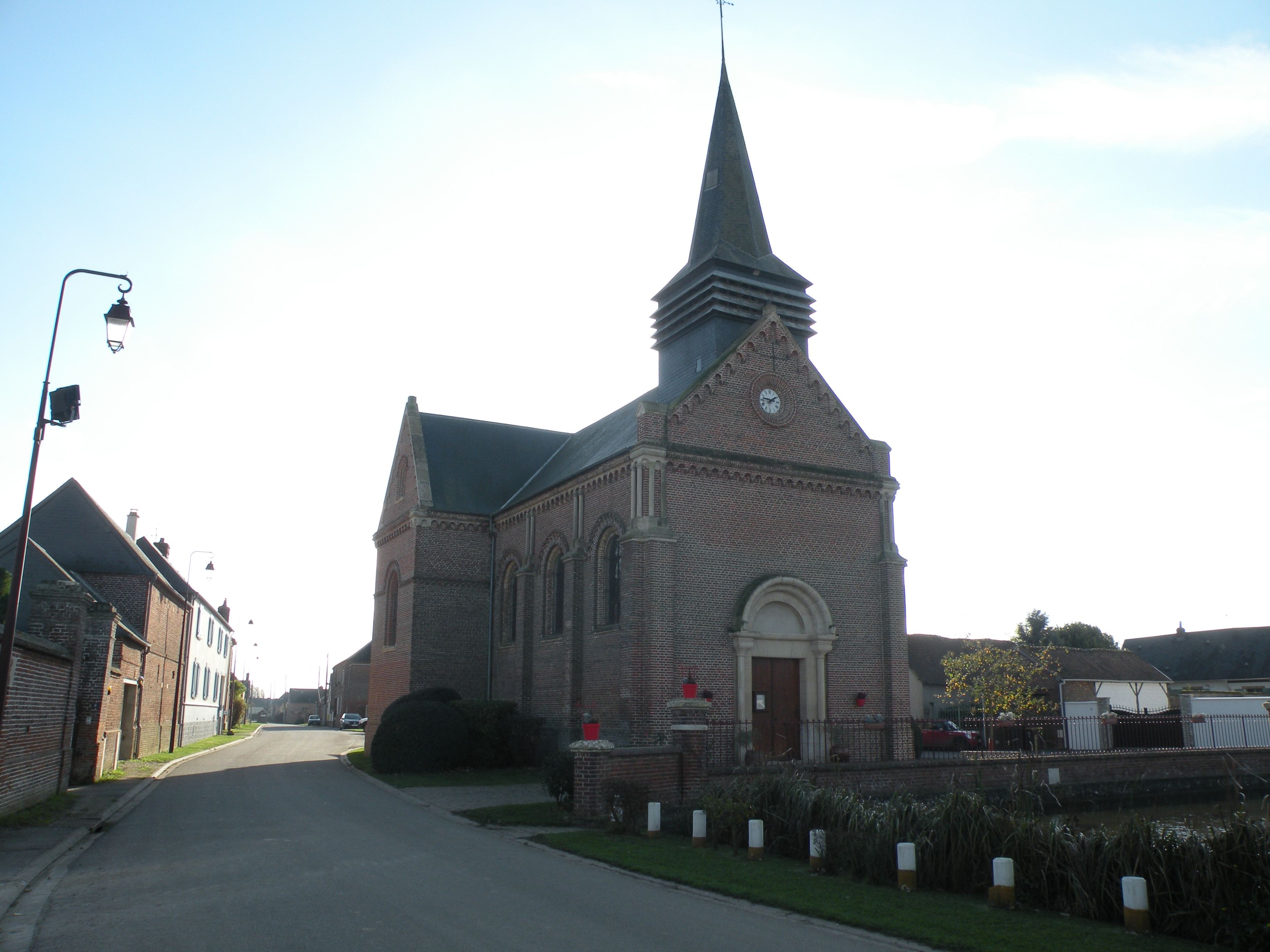
L'église Saint-Prix...
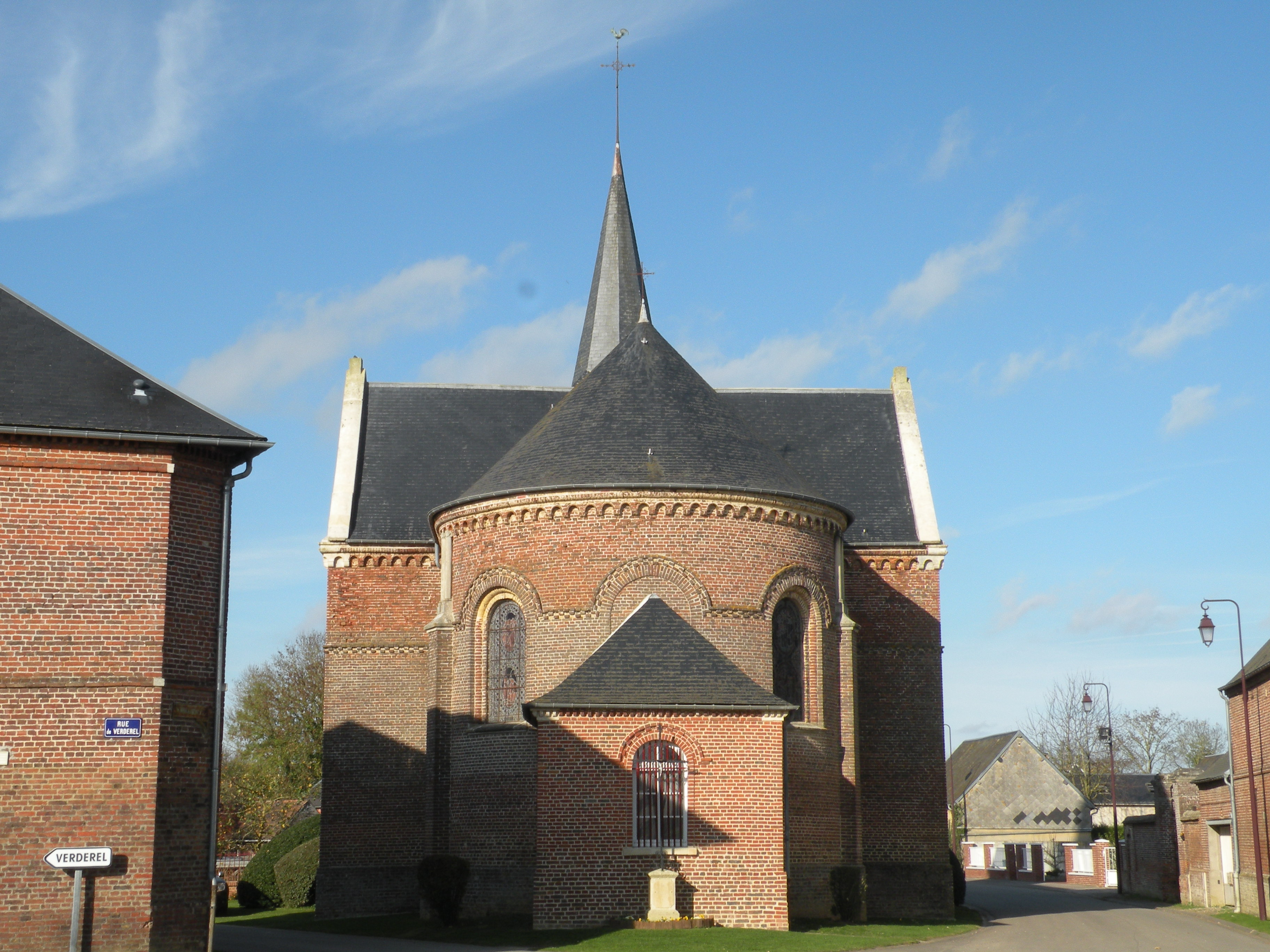
... et son chevet.
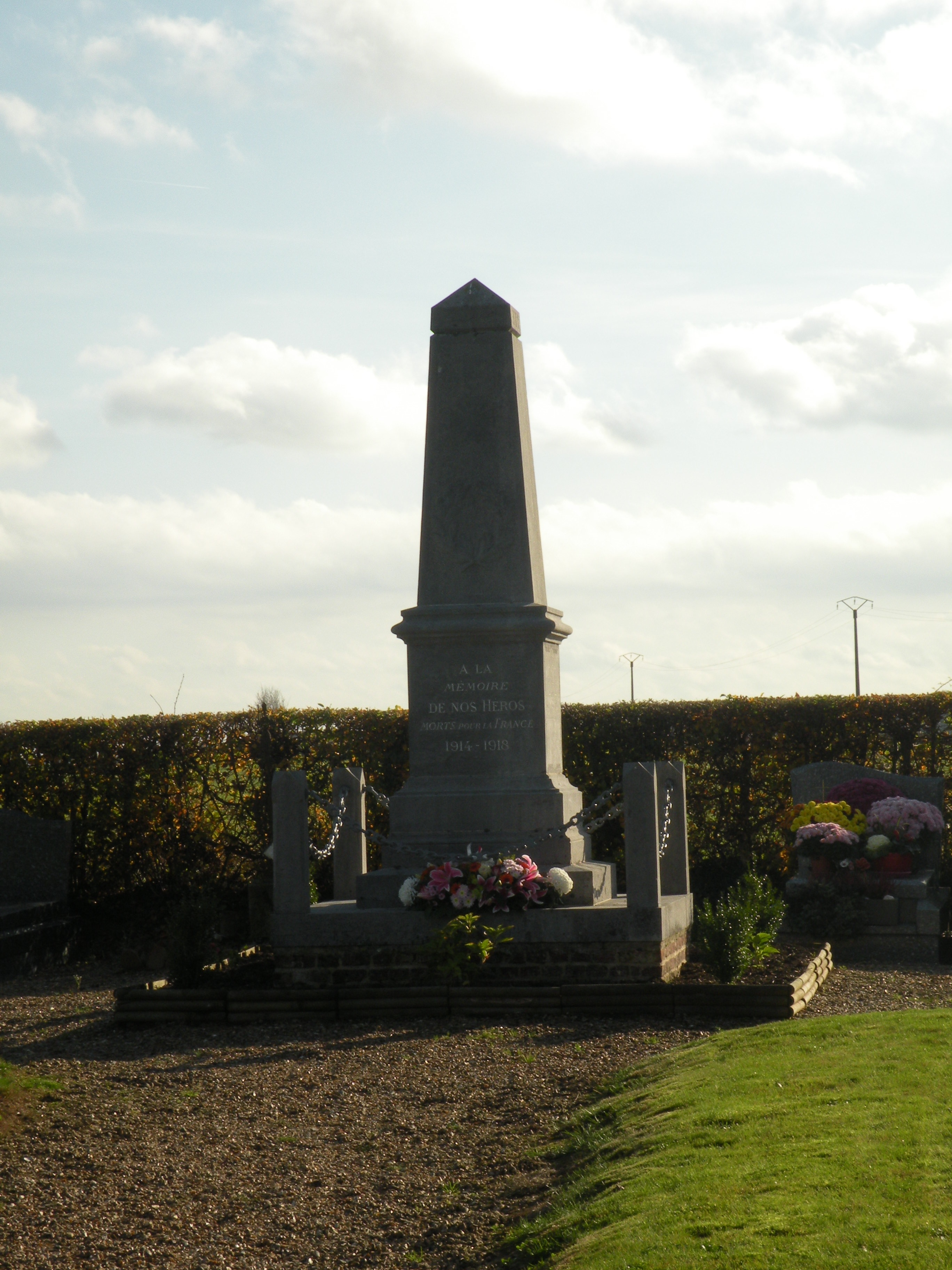
Le monument aux morts.
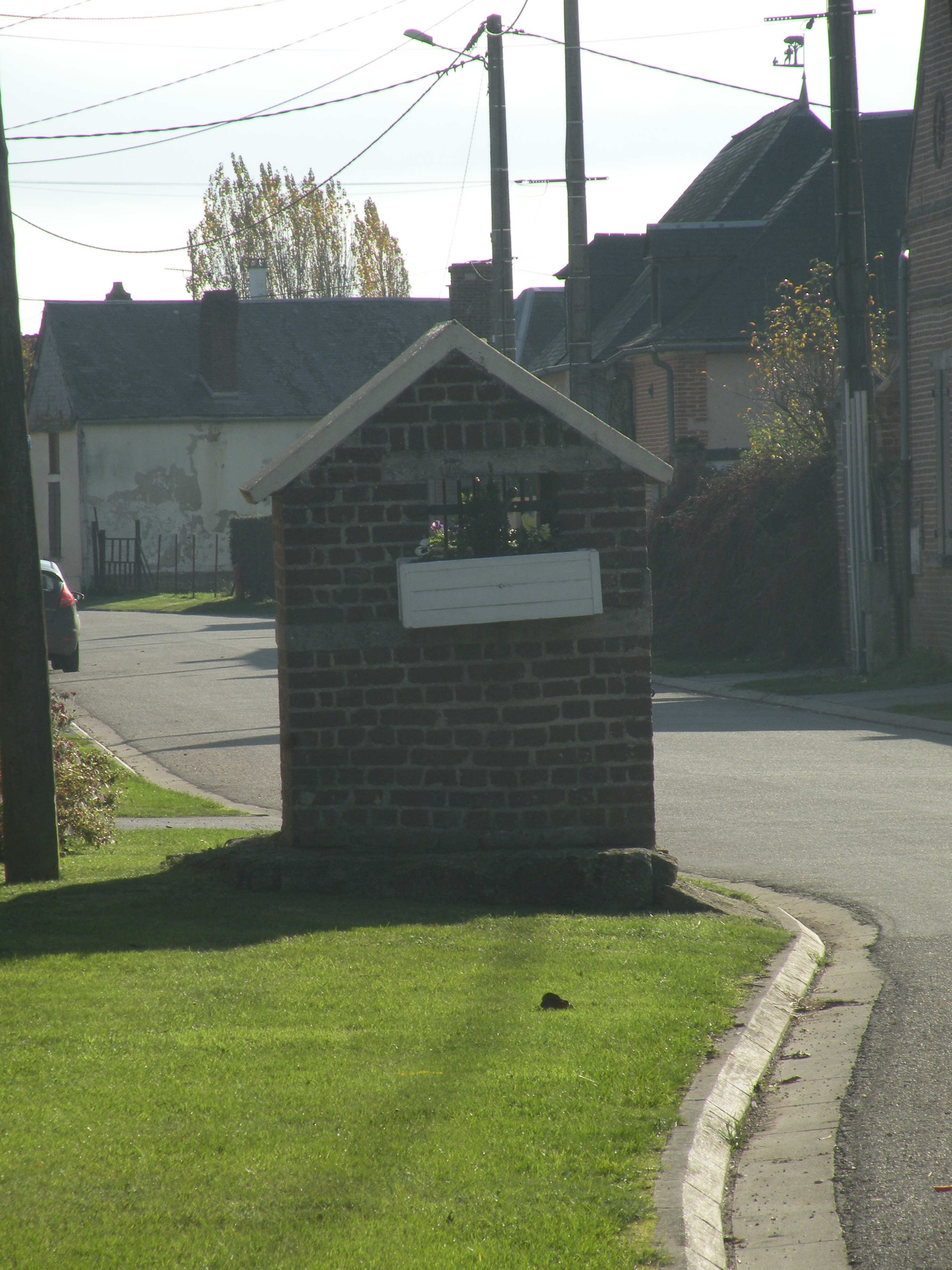
Ancien puits.
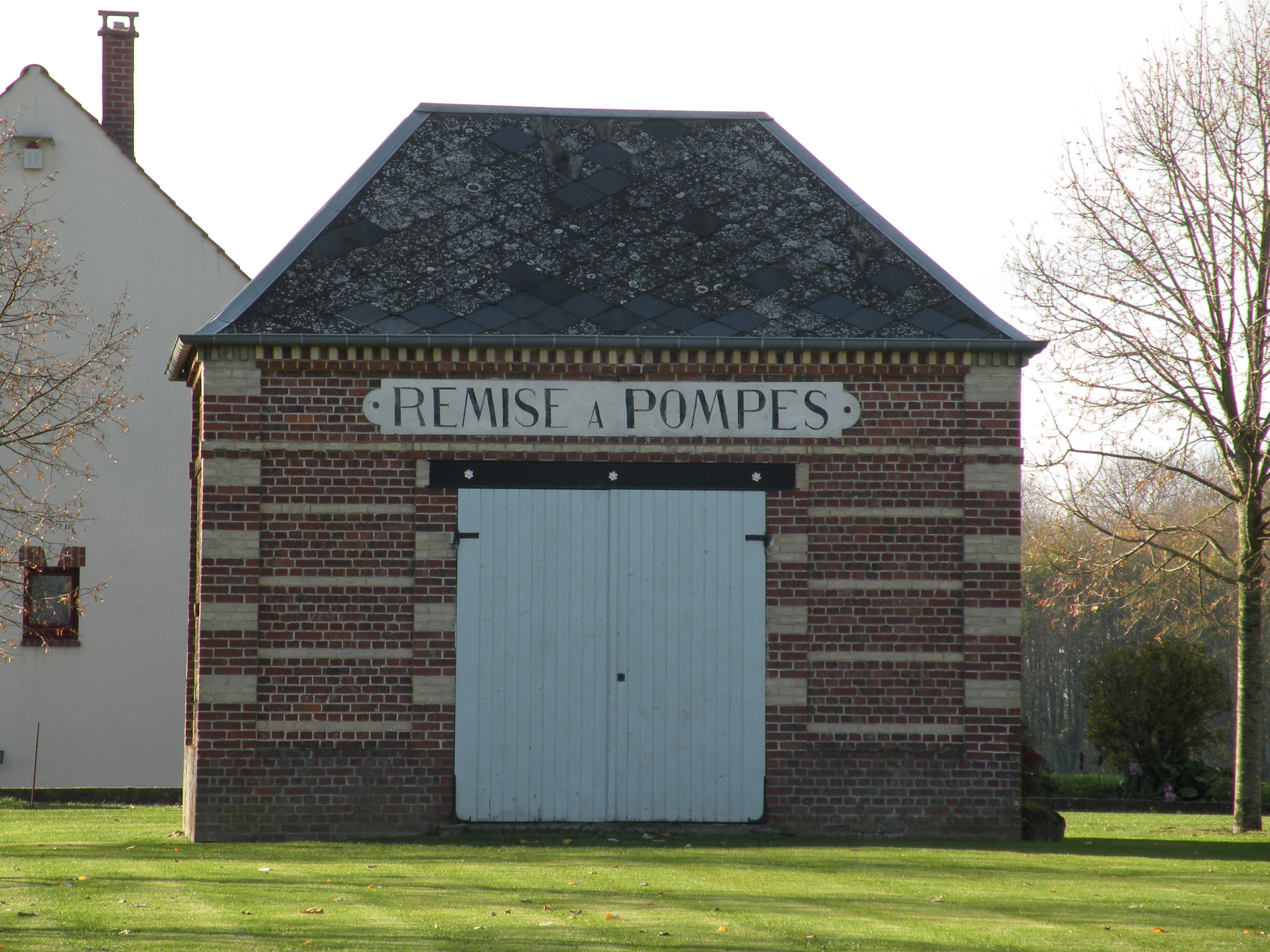
L'ancienne remise à incendie.